# Rodrigo Ramallo
Rodrigo Luis Ramallo Cornejo (ur. 14 października 1990 w Santa Cruz) – boliwijski piłkarz grający na pozycji napastnika i pomocnika w boliwijskim klubie Club The Strongest. Jest synem byłego piłkarza, reprezentanta Boliwii Williama Ramallo.

## Kariera reprezentacyjna
W reprezentacji narodowej zadebiutował w sierpniu 2013 r. w meczu towarzyskim przeciwko Wenezueli. W listopadzie 2015 strzelił swoje pierwsze dwa gole dla reprezentacji podczas meczu eliminacji MŚ 2018 przeciwko Wenezueli. Został powołany do kadry na Copa América Centenario w 2016 r. przez ówczesnego trenera Julio Césara Baldivieso.